# Charles Gaignard
Pour les articles homonymes, voir Gaignard.
Charles Gaignard, né le 10 février 1735 à Bonnoeuvre (Loire-Atlantique) et mort le 25 mars 1801 à Santander (Espagne), est un ecclésiastique érudit, principal du collège d’Ancenis de 1783 à 1785.

## Biographie
Charles Gaignard fait ses études au collège de Châteaubriant et est ordonné prêtre le 22 décembre 1759 à Nantes. Il exerce son ministère dans sa paroisse natale puis à Riaillé. En 1765, il part enseigner au collège d’Ancenis dont il devient le directeur en 1783.
Pour se délasser de ses devoirs professionnels, il s’adonne aux sciences naturelles, à la poésie, à la musique et au dessin. Ainsi, en 1774, il dresse les plans des bâtiments et jardins du château de Saint-Mars-la-Jaille. Il publie également une dizaine d’opuscules historiques et philosophiques comme le Voyage en ballon autour du diocèse de Nantes, avec les observations du voyageur, imprimé à Nantes en 1802 ou encore La Fable dévoilée, un ouvrage inédit en trois volumes où il considère les récits mythologiques comme des histoires allégoriques de la religion depuis la création du monde.
Fatigué par sa charge, il quitte le collège d’Ancenis en 1785 pour devenir aumônier du comte de la Ferronnays, seigneur de Saint-Mars-la-Jaille. En 1792, après avoir refusé de prêter serment et craignant d’être persécuté, il émigre en Espagne à Saint-Sébastien où il continue ses travaux. Il décède le 25 mars 1801, de la maladie de la pierre, à Santander.

## Publications
- Voyage en ballon autour du diocèse de Nantes, avec les observations du voyageur, écrit en 1784
- Les Synonymes latins, manuscrit en partie détruit à la Révolution
- Les frères, drame en un acte et Observations sur ce drame
- La prise de possession, conte en vers
- Remarques sur le nouveau Propre nantais
- Proposition d’hymnes et autres morceaux pour remplacer ce qui serait retranché du Propre nantais
- Projet d’éducation publique ou Nouvelle manière d’enseigner la langue latine, 16 p. 1788
- La Fable dévoilée, 3 vol. in-4°, composé en Espagne et perdu